# Кубок світу з біатлону 2016—2017, змішана естафета
Залік змішаних естафет у рамках Кубку світу з біатлону сезону 2016—17 складається з 5 гонок, що проходитимуть упродовж трьох етапів. Перші з цих гонок відбулися 27 листопада 2016 року в Естерсунді, остання відбудеться 12 березня в Тюмені. Із запланованих гонок три проходять у звичному форматі з участю двох жінок і двох чоловіків від кожної команди. Дві гонки проводяться за форматом одиночної змішаної естафети.

## Чільні три команди сезону2015–16
| Медаль  | Команда   | Очки |
| ------- | --------- | ---- |
| Золото: | Норвегія  | 264  |
| Срібло: | Німеччина | 252  |
| Бронза: | Франція   | 223  |

## Переможці та призери етапів
| Гонки:                                                                                           | Золото:                                                                            | Час                                                       | Срібло:                                                                    | Час                                           | Бронза:                                                                | Час                                                       |
| Змішана естафета — Естерсунд Протокол [Архівовано 27 листопада 2016 у Wayback Machine.]          | Норвегія Марте Олсбю Фанні Гурн-Біркеланд Уле-Ейнар Б'єрндален Йоганнес Тінгнес Бо | 1:10:57.1 (0+2) (0+4) (0+1) (0+1) (0+0) (0+3) (0+0) (0+0) | Німеччина Франциска Гільдебранд Лаура Дальмаєр Бенедикт Долль Арнд Пайффер | 1:11:30.8 (0+0) (0+1) (0+0) (0+3) (0+0) (0+1) | Італія Ліза Віттоцці Доротея Вірер Лукас Гофер Домінік Віндіш          | 1:11:41.3 (0+3) (0+1) (0+2) (0+1) (0+0) (1+3) (0+1) (0+1) |
| Одиночна змішана естафета — Естерсунд Протокол [Архівовано 28 листопада 2016 у Wayback Machine.] | Франція Марі Дорен-Абер Мартен Фуркад                                              | 35:43.5 (0+0) (0+2) (0+0) (0+0) (0+0) (0+1) (0+1) (0+0)   | Австрія Ліза Тереза Гаузер Сімон Едер                                      | 35:59.5 (0+1) (0+1) (0+1) (0+0) (0+1) (0+1)   | Німеччина Франциска Пройс Ерік Лессер                                  | 36:08.7 (0+0) (0+1) (0+1) (0+0) (0+0) (0+2)               |
| Змішана естафета — Чемпіонат світу                                                               | Німеччина Ванесса Гінц Лаура Дальмаєр Арнд Пайффер Сімон Шемпп                     | 1:09:06.4 (0+0) (0+2) (0+2) (0+2) (0+0) (0+0) (0+0) (0+1) | Франція Анаїс Шевальє Марі Дорен-Абер Кентен Фійон Майє Мартен Фуркад      | 1:09:08.6 (0+0) (0+2) (0+1) (1+3) (0+0) (0+0) | Росія Ольга Подчуфарова Тетяна Акімова Олександр Логінов Антон Шипулін | 1:09:09.6 (0+0) (0+0) (0+1) (0+0) (0+0) (0+3) (0+0) (0+0) |
| Змішана естафета — Контіолагті Протокол [Архівовано 12 березня 2017 у Wayback Machine.]          | Франція Марі Дорен-Абер Анаїс Бескон Сімон Детьє Кентен Фійон Майє                 | 1:11:34.5 (0+0) (0+1) (0+2) (0+2) (0+1) (0+2)             | Німеччина Надін Горхлер Марен Гаммершмідт Бенедикт Долль Арнд Пайффер      | 1:11:45.5 (0+1) (0+1) (0+2) (0+0) (0+1) (0+2) | Україна Ірина Варвинець Ольга Абрамова Сергій Семенов Дмитро Підручний | 1:12:01.6 (0+0) (0+0) (0+3) (0+0) (0+0) (0+1) (0+1) (0+1) |
| Одиночна змішана естафета — Контіолагті Протокол [Архівовано 12 березня 2017 у Wayback Machine.] | Австрія Ліза Тереза Гаузер Сімон Едер                                              | 31:35.1 (0+0) (0+2) (0+0) (0+1) (0+0) (0+2) (0+0) (0+0)   | США Сюзан Данклі Ловелл Бейлі                                              | 32:07.9 (0+0) (0+0) (0+0) (0+2) (0+0) (0+1)   | Німеччина Лаура Дальмаєр Роман Рес                                     | 32:08.4 (0+1) (0+0) (0+0) (0+2) (0+1) (0+2) (0+0) (0+0)   |

## Залік
| #  | Команда         | ЕСТ | ЕСТ ОЗЕ | ЧС | КОН | КОН ОЗЕ | Загалом |
| -- | --------------- | --- | ------- | -- | --- | ------- | ------- |
|    | Німеччина       | 54  | 48      | 60 | 48  | 54      | 264     |
| 2  | Франція         | 40  | 60      | 54 | 43  | 60      | 257     |
| 3  | Австрія         | 30  | 54      | 32 | 60  | 25      | 201     |
| 4  | Норвегія        | 60  | 30      | 34 | 31  | 40      | 195     |
| 5  | Росія           | 43  | 34      | 48 | 27  | 43      | 195     |
| 6  | Україна         | 31  | 32      | 40 | 36  | 48      | 187     |
| 7  | Італія          | 48  | 28      | 43 | 30  | 36      | 185     |
| 8  | Швеція          | 38  | 43      | 38 | 34  | 31      | 184     |
| 9  | Чехія           | 36  | 27      | 36 | 38  | 38      | 175     |
| 10 | США             | 34  | 22      | 25 | 54  | 34      | 169     |
| 11 | Казахстан       | 26  | 40      | 30 | 40  | 27      | 163     |
| 12 | Швейцарія       | 32  | 38      | 27 | 32  | 28      | 157     |
| 13 | Фінляндія       | 28  | 21      | 31 | 28  | 26      | 134     |
| 14 | Білорусь        | 27  | 31      | 19 | 26  | 30      | 133     |
| 15 | Словаччина      | 21  | 15      | 29 | 29  | 32      | 126     |
| 16 | Канада          | 19  | 36      | 28 | 22  | 19      | 124     |
| 17 | Словенія        | 29  | 20      | 23 | 23  | 24      | 119     |
| 18 | Болгарія        | 24  | 25      | 24 | 21  | 22      | 116     |
| 19 | Естонія         | 22  | 26      | 20 | 25  | 20      | 113     |
| 20 | Японія          | 17  | 24      | 26 | 16  | 29      | 112     |
| 21 | Південна Корея  | 23  | 18      | 22 | 24  | 18      | 105     |
| 22 | Польща          | 25  | 16      | 18 | 18  | 21      | 98      |
| 23 | Литва           | 20  | 19      | 17 | 17  | 23      | 96      |
| 24 | Румунія         | 18  | 17      | 21 | 20  | 17      | 93      |
| 25 | Латвія          | –   | 29      | 16 | 19  | –       | 64      |
| 26 | Велика Британія | –   | 23      | –  | –   | –       | 23      |